# Archibracon pulchricornis
Archibracon pulchricornis är en stekelart som först beskrevs av Szepligeti 1914.  Archibracon pulchricornis ingår i släktet Archibracon och familjen bracksteklar. Inga underarter finns listade.